# بيلي كورتيس
بيلي كورتيس (بالإنجليزية: Billy Curtis) مواليد 27 يونيو 1909 في سبرينغفيلد، الولايات المتحدة - الوفاة 09 نوفمبر 1988 في دايتون، الولايات المتحدة، هو ممثل أمريكي بدأ مسيرته الفنية سنة 1938. امتدت مسيرته الفنية لأكثر من 50 عاما.

## الأعمال
- ساحر أوز
- باتمان

## روابط خارجية
- بيلي كورتيس على موقع IMDb (الإنجليزية)
- بيلي كورتيس على موقع ألو سيني (الفرنسية)
- بيلي كورتيس على موقع أول موفي (الإنجليزية)
- بيلي كورتيس على موقع قاعدة بيانات برودواي على الإنترنت (الإنجليزية)
- بيلي كورتيس على موقع قاعدة بيانات الأفلام السويدية (السويدية)
- بيلي كورتيس على موقع قاعدة بيانات الفيلم (الإنجليزية)
- بيلي كورتيس على موقع كينوبويسك (الروسية)